# Andrei Alexandrowitsch Fursenko

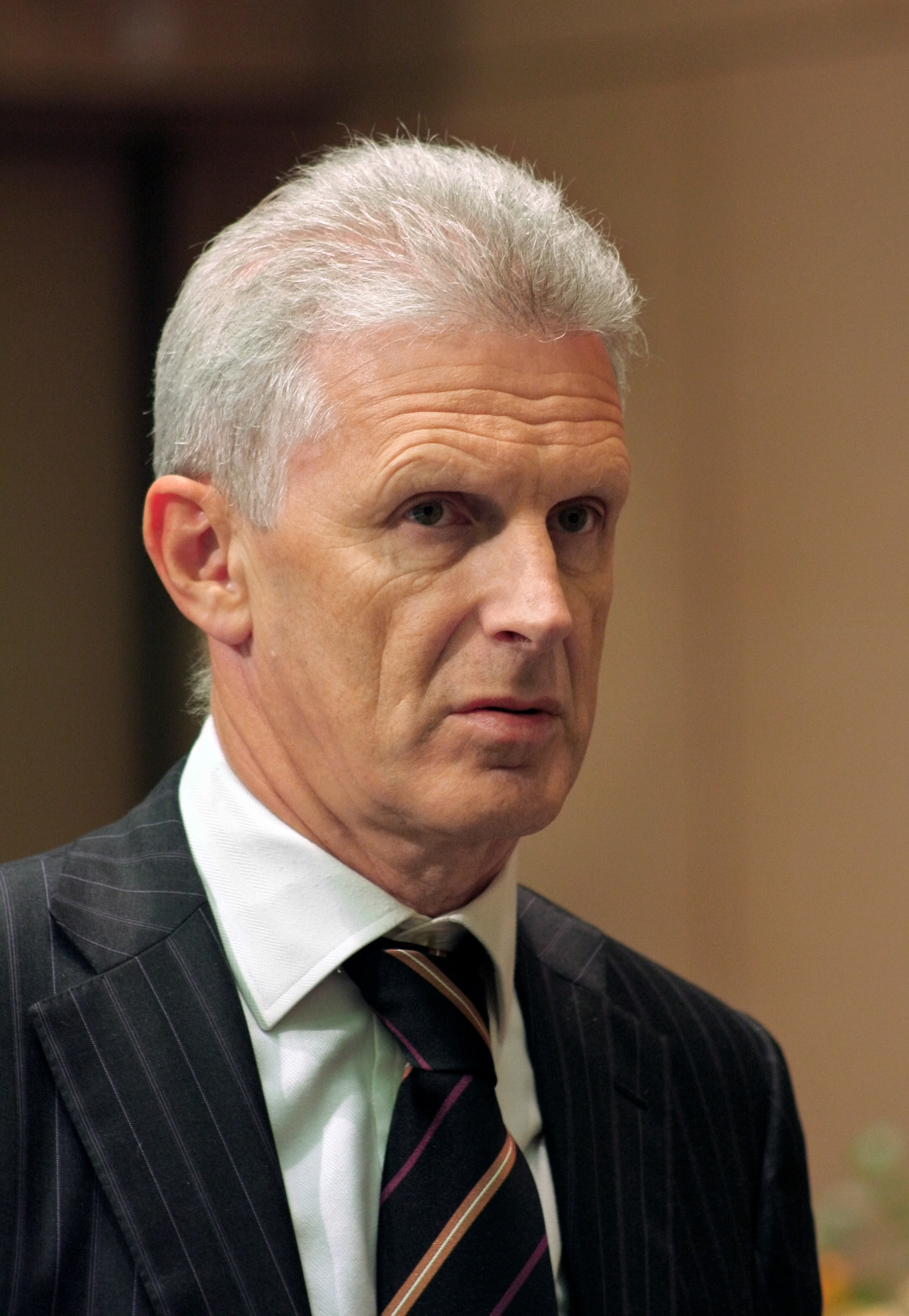
Andrei Fursenko

Andrei Alexandrowitsch Fursenko (russisch Андрей Александрович Фурсенко; * 17. Juli 1949 in Leningrad) ist ein russischer Politiker und war von 2004 bis 2012 Minister für Bildung und Wissenschaft in der Regierung Russlands. Er gilt als Mitglied der St.-Petersburg-Connection. Er bekleidet den Rang eines Wirklichen Staatsrats 1. Klasse der Russischen Föderation.

## Leben
Andrei Fursenko wuchs als Sohn des bekannten Historikers Alexander Fursenko in Leningrad auf, wo er von 1966 bis 1971 an der Fakultät für Mathematik und Mechanik der Staatlichen Schdanow-Universität studierte. Nach dem Abschluss arbeitete er am Physikalisch-Technischen Institut Joffe der Sowjetischen Akademie der Wissenschaften und war dort unter anderem als wissenschaftlicher Angestellter und später als Leiter eines Labors und leitender Angestellter tätig. 1990 erlangte Fursenko den Doktorgrad in Physik und Mathematik.
Im Jahr 1991 – dem Jahr des Zusammenbruchs der Sowjetunion – verließ Fursenko das Ioffe-Institut und ging in die entstehende Privatwirtschaft. Dort war er von 1991 bis 1993 Vizechef des Unternehmens „Zentrum für zukunftsträchtige Technologien und Arbeitsbereiche“ und anschließend bis 2001 stellvertretender Leiter der „Regionalen Stiftung für wissenschaftliche und technische Entwicklung“ in Sankt Petersburg, die sich unter anderem mit der Gewinnung von Investoren für diverse regionale Hochtechnologieprojekte befasste. 1995 trat Fursenko der damaligen Regierungspartei Unser Haus Russland bei. Ihm gelang ein politischer Aufstieg.
2001 wurde Fursenko erstmals in die russische Regierung berufen: Von Dezember 2001 bis Juni 2002 war er stellvertretender Minister für Industrie, Wissenschaft und Technologien im Kabinett Kassjanow, anschließend erster Vizeminister in dem gleichen Ressort. Ab Dezember 2003 bekleidete er den Posten des Ministers kommissarisch, bis er bei der Neubildung des Kabinetts unter Fradkow im März 2004 Chef des gleichzeitig neu gebildeten 'Ministeriums für Bildung und Wissenschaft' wurde. In diesem Amt, das er auch unter Fradkows Nachfolger Subkow und später unter Wladimir Putin behielt, war Fursenko unter anderem einer der Hauptinitiatoren der zwischen 2007 und 2009 durchgeführten Reform im russischen Schulwesen, nach der nunmehr die Abiturprüfungen und auch die Aufnahmeprüfungen an Hochschulen in einer landesweit einheitlichen Form und Benotungsskala (sogenannte Einheitliche Staatliche Prüfung) durchgeführt werden. Als Chef des Bildungsressorts war er Mitglied des Präsidialbeirates zur Realisierung der Nationalen Projekte Russlands.
Sein Nachfolger in der neuen Regierung unter Dmitri Medwedew wurde Dmitri Liwanow.
Fursenko ist Autor von über 100 wissenschaftlichen Veröffentlichungen unter anderem zur Innovationsarbeit in technologischen Bereichen. Er ist verheiratet und hat einen Sohn. Sein jüngerer Bruder Sergei (* 1954), ein Sportfunktionär und früherer Manager im Gazprom-Konzern, ist seit 2010 Chef des Russischen nationalen Fußballverbandes.
Am 20. März 2014 teilte im Zuge der völkerrechtswidrigen Annexion der Krim durch Russland 2014 die US-Regierung (Office of Foreign Assets Control – OFAC) mit, dass Fursenko und neunzehn weitere Männer der Specially Designated Nationals List hinzugefügt wurden. Die Bankguthaben von SDNs sind blockiert; US-Bürger dürfen keine Geschäfte mit ihnen tätigen.
Im Jahr 2024 erhielt Fursenko einen Beraterposten in der Präsidialverwaltung.